# Stéfanos Sakhlikis
Esteban Sajlikis, o Stéfanos Sachlikis o Sahlikis, en griego moderno Στέφανος Σαχλίκης (Heraclión, Creta, c. 1331 - a. de 1403), fue un escritor cretense del siglo XIV que sin embargo fue considerado con anterioridad por la crítica como activo entre 1470 y 1495 o 1500.

## Biografía
Esteban Sajlikis nació cuando Creta estaba bajo el poder de los venecianos, en una familia griega noble y rica que pudo haber abrazado el catolicismo romano en vez de la iglesia ortodoxa; en 1348 su padre y su hermana fallecieron en una epidemia de peste y él heredó todos sus bienes. Sin embargo, la vida disoluta que llevó desde muy joven, el juego y las mujeres lo dejaron en la ruina; por la denuncia de una mujer anduvo un corto tiempo en prisión hacia 1370; así que abandonó las tentaciones de la ciudad para retirarse a una finca familiar que tenía en el pueblo de Pentamodi, a diecisiete kilómetros de Heraclión, y se dedicó a la cría de perros de caza durante diez años. Las relaciones sociales de su familia le permitieron obtener el empleo de abogado en 1382 y, aunque durante un tiempo anduvo escandalizado por las costumbres de picapleitos y rábulas leguleyos, no tardó mucho en participar en ellas. Las referencias sobre su vida dejan de aparecer en 1391, y algunos testimonios lo mencionan como fallecido en 1403.

## Obra
Esteban Sajlikis es un poeta satírico cuya obra ofrece una realista y vívida descripción de la vida cretense en su época, especialmente de la marginal. Utiliza fundamentalmente el llamado "verso político" decapentasílabo o de quince sílabas, en griego vernáculo; fue el primero en utilizar la rima en la literatura griega moderna y su lenguaje es descarado y explícito. Su estética es realista, por lo que en sus diálogos reproduce el habla común de entonces e introduce numerosos italianismos. Es conocido sobre todo por sus poemas autobiográficos, en los que refiere su vida de calaveradas y juergas, sus visitas a lupanares, su estancia en prisión hacia 1370 y los abusos judiciales en los que él mismo participaba, por lo cual ha sido comparado a veces con el poeta François Villon. Poeta prostibulario misógino y cáustico en sus críticas, con el clero se muestra irónico.